# Hannah Montana
Hannah Montana è una serie televisiva statunitense ideata da Michael Poryes, Rich Correll e Barry O'Brien; trasmessa originariamente su Disney Channel dal 24 marzo 2006 al 16 gennaio 2011.
In Italia la trasmissione è iniziata il 21 settembre 2006 su Disney Channel, per poi essere replicata dal 24 settembre 2007 su Italia 1. La serie è composta da quattro stagioni, l'ultima delle quali è intitolata Hannah Montana Forever.
Dalla serie è stato tratto il film Hannah Montana: The Movie che dovrebbe essere ambientato tra l'episodio 13 e l'episodio 14 della terza stagione, in quanto nella serie non si parla mai di quanto avvenuto nella pellicola.

## Trama
La storia narra le vicende di Miley Stewart, una dolce e tenera ragazza trasferitasi dal Tennessee a Malibù, in California, insieme al fratello maggiore Jackson e al padre Robbie, famoso musicista country rimasto vedovo in seguito alla morte della moglie Susan. Miley sembra essere una teenager come tutte le altre: conduce una vita del tutto normale, ama passare il tempo con i suoi amici Lilly Truscott ed Oliver Oken e frequenta la scuola insieme ai suoi coetanei, ma non tutti sanno che nasconde un grande segreto. Di notte, infatti, lei è Hannah Montana, una delle popstar più famose degli Stati Uniti, ed è per questo che è costretta ad alternare una vita quotidiana piuttosto monotona ad enormi concerti in giro per il Paese.
La serie quindi ruota principalmente intorno alle difficoltà alle quali Miley deve far fronte per nascondere la sua seconda identità, alle avventure che vive con Lilly e Oliver e alle nuove esperienze che scandiscono la vita di un adolescente.

## Personaggi
Protagonista
- Miley Stewart/Hannah Montana (stagioni 1-4), interpretata da Miley Cyrus, doppiata da Virginia Brunetti (voce) e da Giulia Luzi (canto).
Miley Stewart è la tipica teenager americana, frequenta la scuola, esce con gli amici e passa il tempo con la sua famiglia, ma di notte si trasforma in una delle popstar più popolari del mondo: la bionda Hannah Montana. È molto affezionata al suo cavallo bianco di nome Blue Jeans. Alla fine, rivelerà al mondo la sua vera identità.
- Lilly Truscott/Lola Luftnagle (stagioni 1-4), interpretata da Emily Osment, doppiata da Veronica Puccio.
Lilly è la migliore amica di Miley. Ha scoperto il segreto dell'amica entrando di nascosto nel camerino della popstar. Anche lei, a seguito della scoperta della parola di Miley, assume un'identità segreta: Lola Luftnagle, l'eccentrica migliore amica di Hannah Montana. È ossessionata dallo skateboard, dagli sport e dai ragazzi carini. Nella terza stagione diventa la ragazza di Oliver.
- Oliver Oken/Mick Rofono Lee III (stagioni 1-3, guest 4), interpretato Mitchel Musso, doppiato da Alessio Puccio.
Oliver è il migliore amico di Miley e anche lui è a conoscenza del suo segreto. Quando Miley rivela a Oliver che lei è Hannah Montana (nella prima stagione), lui reagisce svenendo poiché si era infatuato di Hannah Montana, quindi alla fine rimane soltanto la sua cantante preferita. Nella seconda e terza stagione di Hannah Montana, per seguire i concerti dal backstage adotta anche lui uno pseudonimo: "Mick Rofono Lee III". Nella terza stagione diventa il ragazzo di Lilly. Nella quarta stagione diventa un Guest opinion, partecipando solo a pochi concerti. Oliver è capace di aprire qualsiasi armadietto senza dover conoscere il codice del lucchetto. In un episodio si fa anche chiamare "Il dottore degli armadietti".
- Jackson Rod Stewart (stagioni 1-4), interpretato da Jason Earles, doppiato da Gabriele Patriarca.
Il simpatico e scansafatiche Jackson Stewart è il fratello di Miley e il primogenito degli Stewart. Anche lui è a conoscenza del segreto di sua sorella e spesso usa questa situazione per avere appuntamenti con le ragazze. A volte è geloso delle attenzioni di sua sorella perché lui viene messo da parte. Il suo migliore amico è Cooper.
- Robby Stewart (stagioni 1-4), interpretato da Billy Ray Cyrus, doppiato da Angelo Maggi.
Robby Stewart è il padre-vedovo di Jackson e Miley. Oltre ad essere suo padre è anche il suo produttore/manager e le è sempre vicino durante i suoi concerti. Per non rivelare la sua vera identità, quando è nei panni del manager di Hannah Montana indossa baffi veri.
- Rico Suave Jr. (stagioni 2-4, guest 1), interpretato da Moisés Arias, doppiato da Alex Polidori.
Ricchissimo ragazzino proprietario del chiosco dove lavora Jackson e va nella stessa scuola e nella stessa classe di Miley. In più episodi si diverte a creare scompiglio tra Miley, Jackson e anche a Robby, nonostante in fondo sia un bravo ragazzo. In realtà è innamorato di Miley, ma ha avuto una cotta per Sarah, alla quale, invece, piace Jackson. Alla fine della quarta stagione troverà un lavoro a Jackson, ovvero testare videogiochi ed eventualmente modificarli.

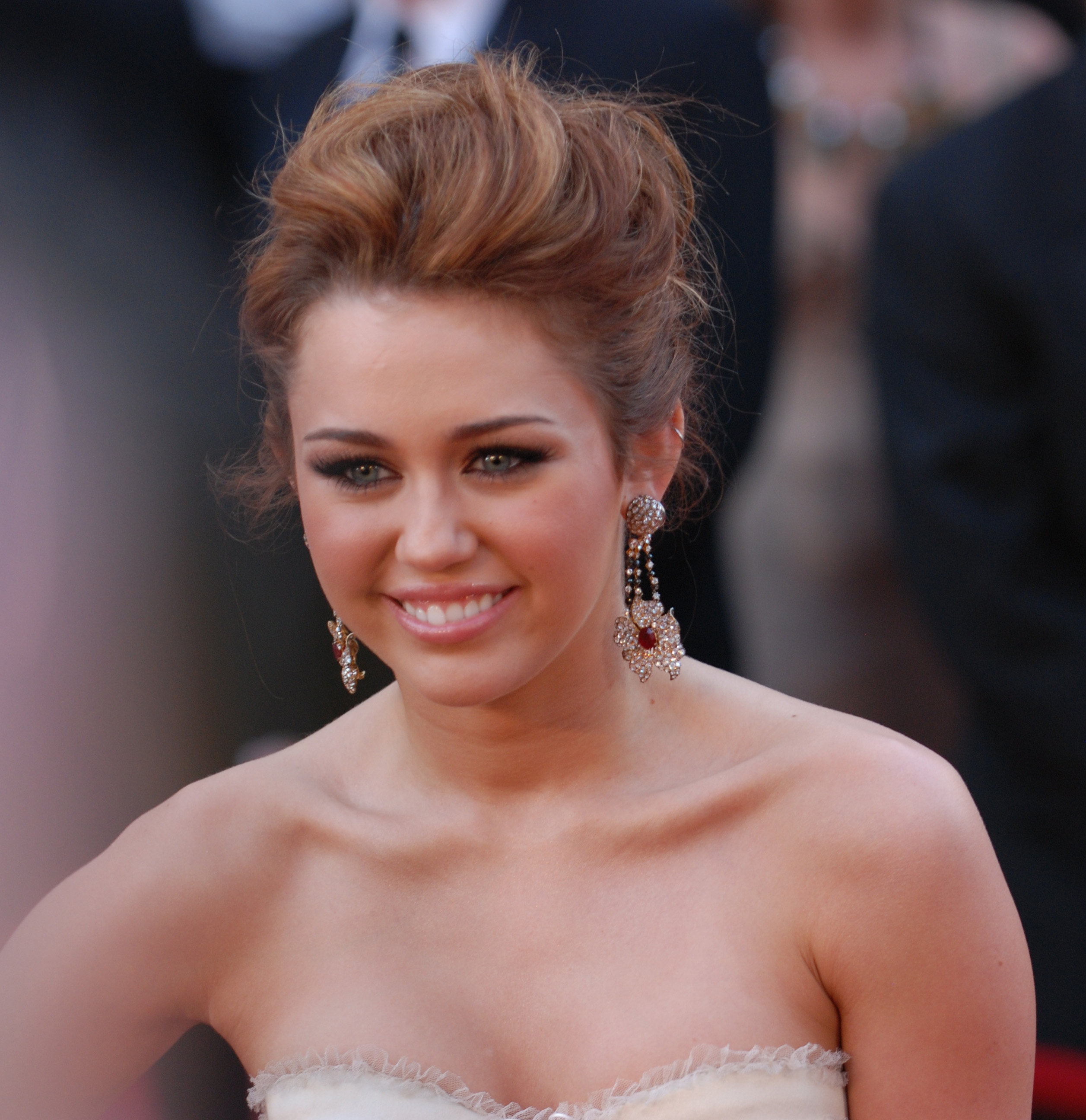
Miley Cyrus interpreta Miley Stewart/Hannah Montana
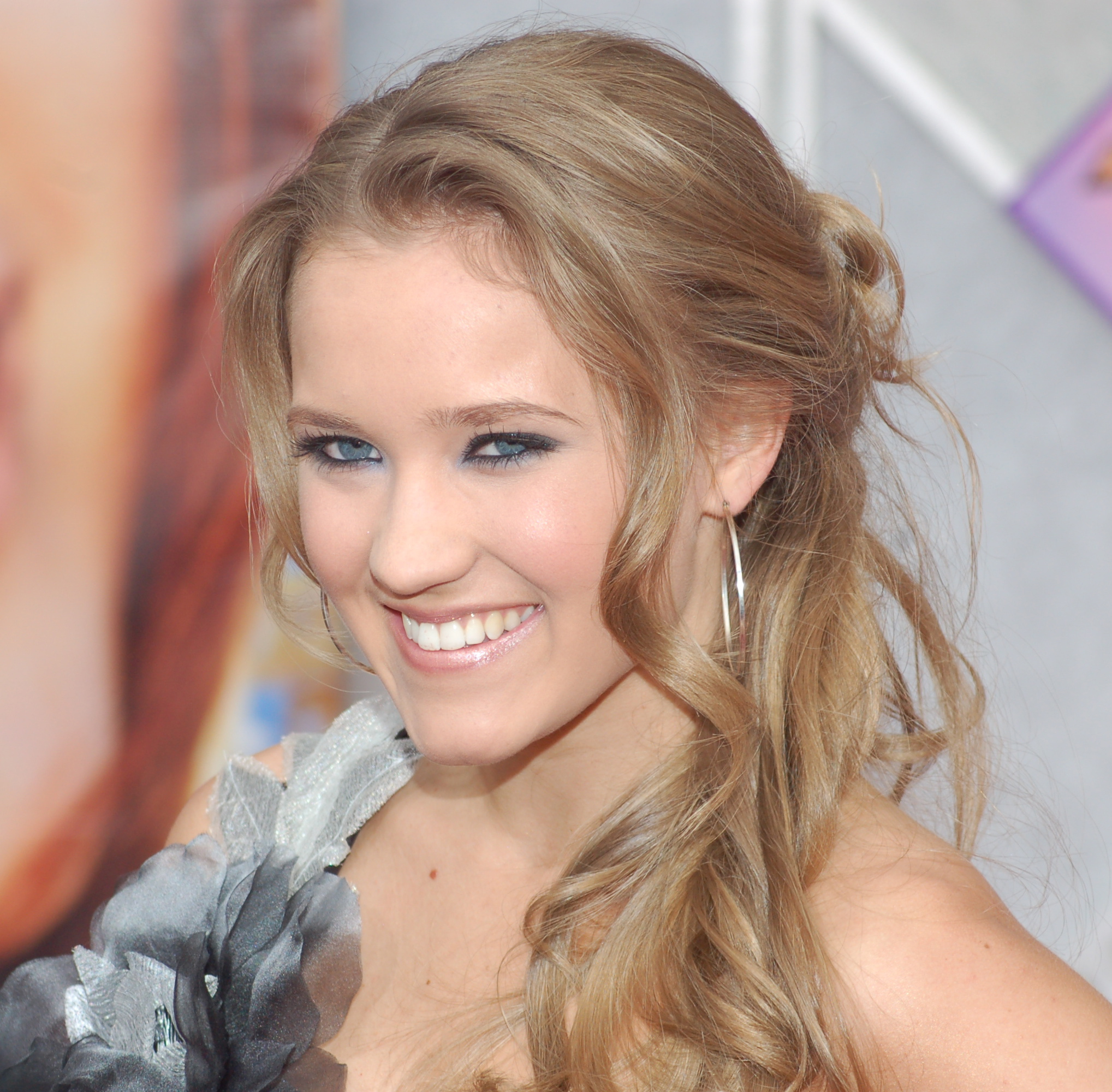
Emily Osment interpreta Lilly Truscott/Lola Luftnagle
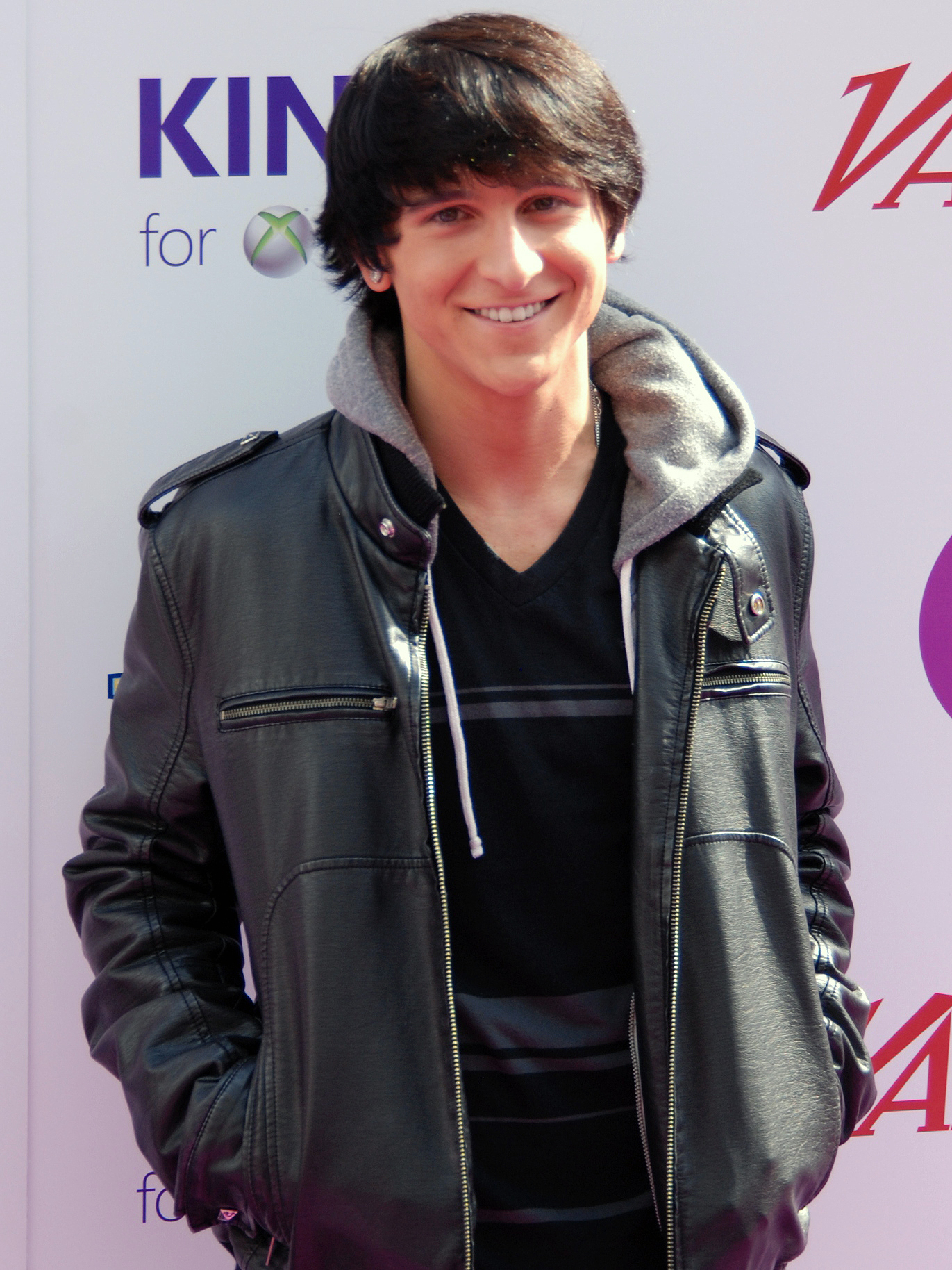
Mitchel Musso interpreta Oliver Oscar Oken/Mick Rofono Lee III
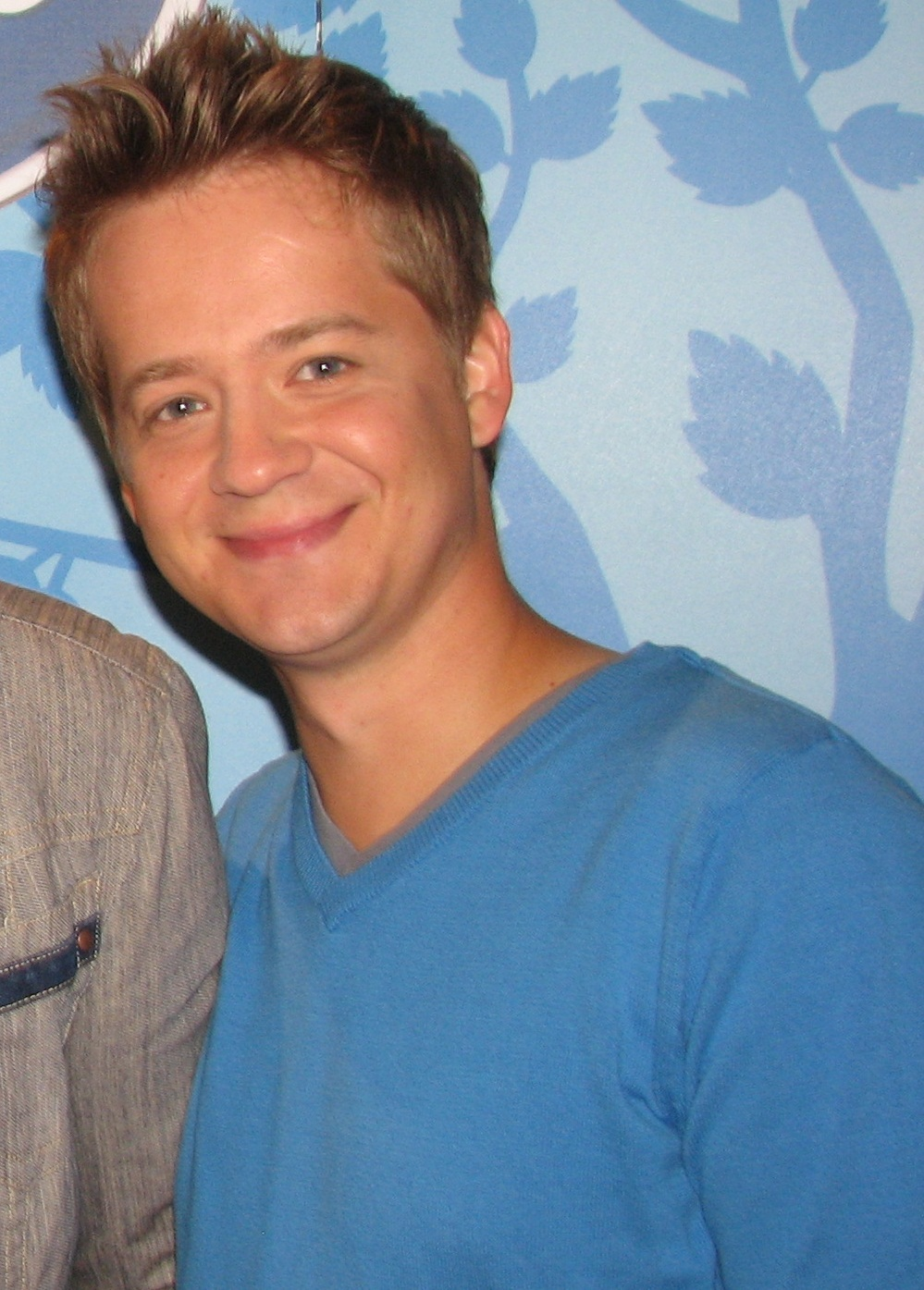
Jason Earles interpreta Jackson Rod Stewart
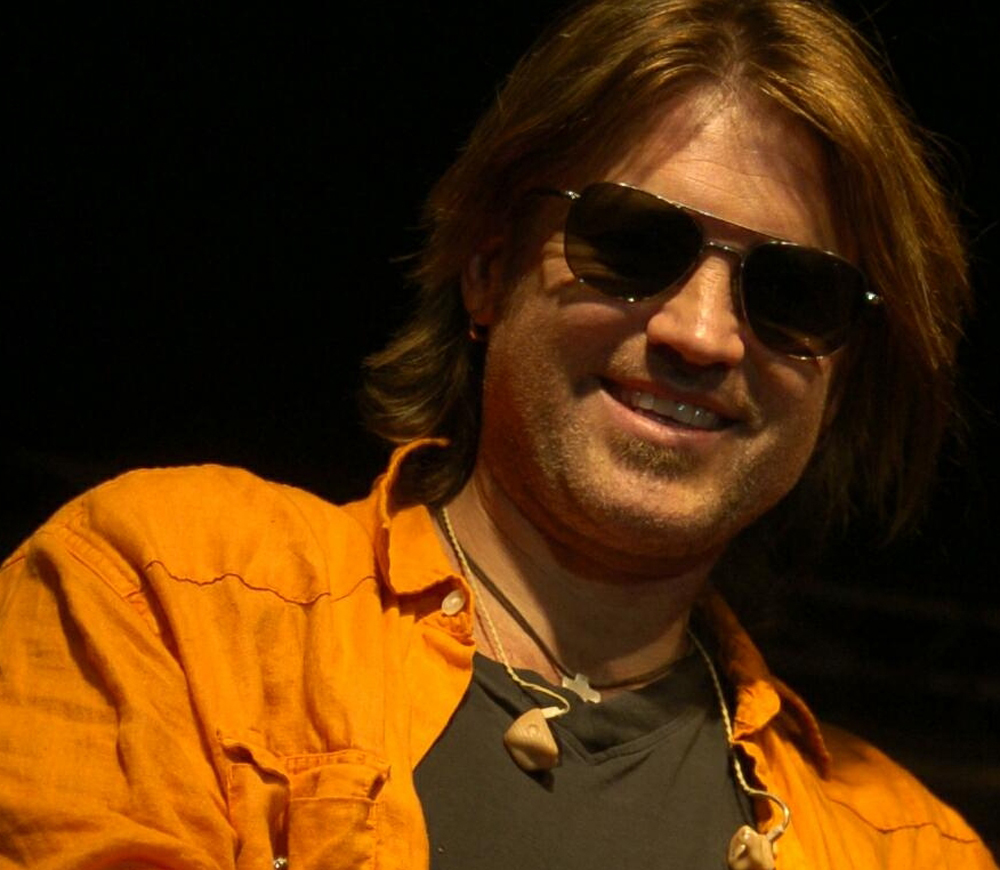
Billy Ray Cyrus interpreta Robby Ray Stewart
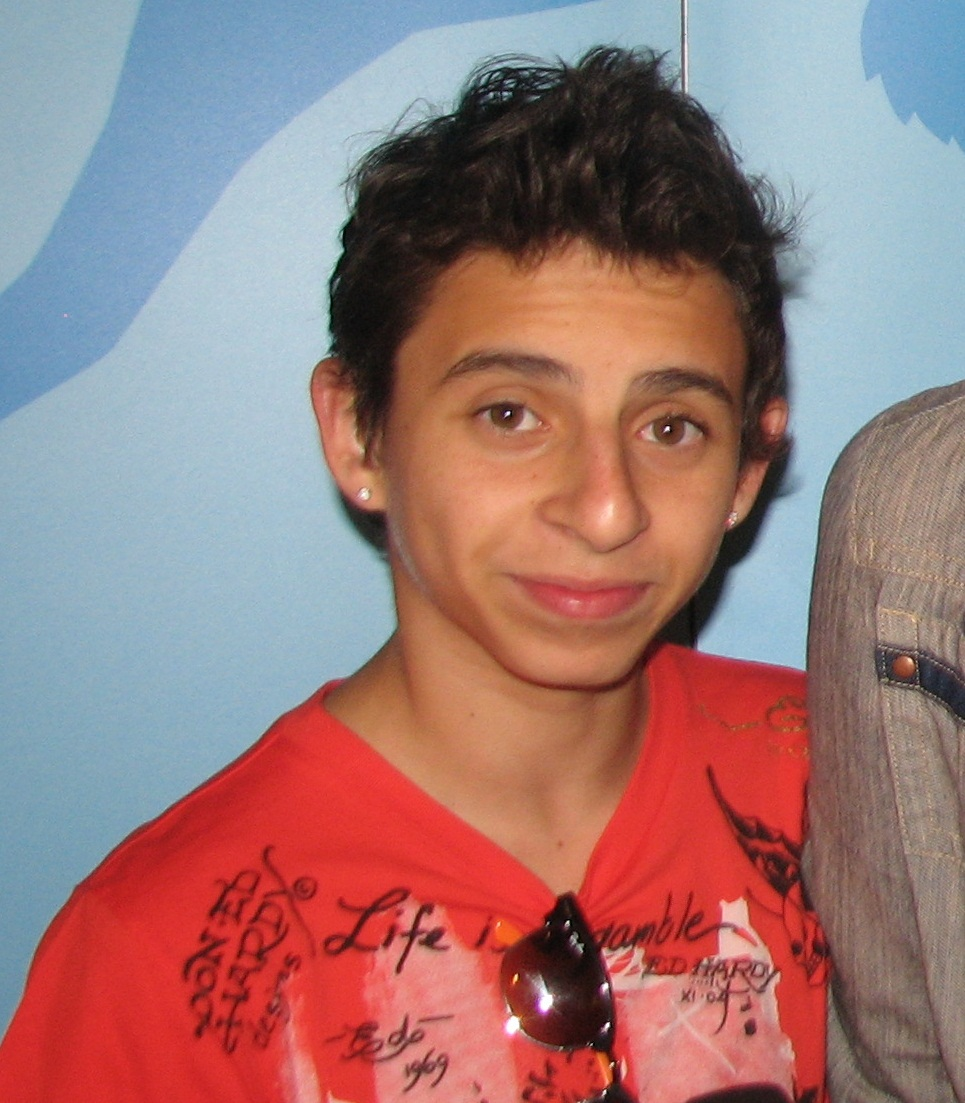
Moisés Arias interpreta Rico Suave Jr.

## Episodi
| Stagione                  | Episodi                   | Prima TV USA | Prima TV Italia |
| ------------------------- | ------------------------- | ------------ | --------------- |
| Prima stagione            | 26                        | 2006-2007    | 2006-2007       |
| Seconda stagione          | 30                        | 2007-2008    | 2007-2009       |
| Terza stagione            | 30                        | 2008-2010    | 2009-2010       |
| Hannah Montana: The Movie | Hannah Montana: The Movie | 2009         | 2009            |
| Quarta stagione           | 13                        | 2010-2011    | 2010-2011       |

### Crossover
- Hannah Montana si incontra con Zack e Cody in "Questa è la suite di Hannah Montana" e in I maghi sul ponte di comando con Hannah Montana, dove compaiono anche i personaggi de I maghi di Waverly.
- Nell'episodio "Nessuno batte Roxy" compaiono il Presidente degli Stati Uniti e sua figlia, gli stessi di Cory alla Casa Bianca.

## Riconoscimenti

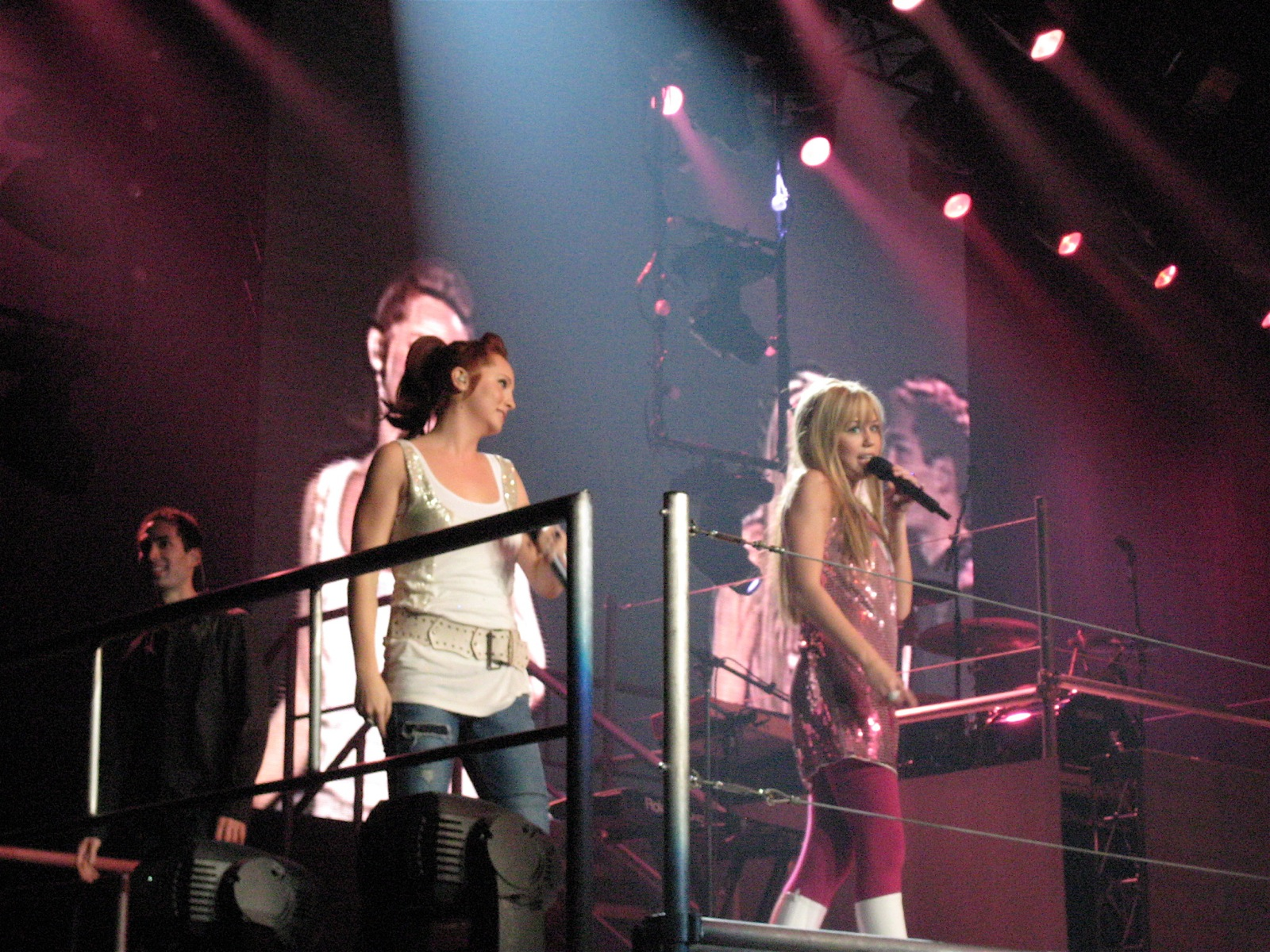
Miley Cyrus (Hannah Montana) sullo stage dell'Hannah Montana & Miley Cyrus: Best of Both Worlds Concert Tour

- 2007 Creative Arts Emmy - Miglior programma per ragazzi (Nomination)
- 2007 Teen Choice Awards - Choice TV Show: Commedia
- 2008 Teen Choice Awards - Choice TV Show: Commedia
- 2009 Kids' Choice Awards - Miglior Attrice Tv (Nomination)
- 2009 Creative Arts Emmy - Miglior programma per ragazzi (Nomination)

## Discografia

### Album in studio
- 27 ottobre 2006 - Hannah Montana
- 23 giugno 2007 - Hannah Montana 2: Meet Miley Cyrus
- 24 marzo 2009 - Hannah Montana: The Movie
- 7 luglio 2009 - Hannah Montana 3
- 15 ottobre 2010 - Hannah Montana Forever

### Album live
- 15 aprile 2008 - Hannah Montana & Miley Cyrus: Best of Both Worlds Concert

### Compilation
- 4 agosto 2011 - Best of Hannah Montana

## Film
- Hannah Montana & Miley Cyrus: Best of Both Worlds Concert - The 3-D Movie è un film-concerto della Walt Disney Pictures basato sul Best of Both Worlds Concert Tour di Miley Cyrus, star di Hannah Montana. Il Film è uscito il primo febbraio 2008 e solo per una settimana negli USA; mentre in Italia è uscito per un mese intero il 20 giugno 2008.
- Hannah Montana: The Movie è un film del 2009, diretto da Peter Chelsoms. È la prima trasposizione cinematografica basata sulla situation comedy della Walt Disney, Hannah Montana; mentre in ordine cronologico è il secondo lungometraggio (preceduto da Best of Both Worlds Concert). Le riprese si sono svolte da aprile a luglio 2008. Il film è uscito il 10 aprile negli Stati Uniti, ed è uscito il 30 aprile 2009 in Italia. È stato trasmesso, in prima TV, il 26 dicembre 2010 su Disney Channel e il 2 giugno 2011 su Italia 1.

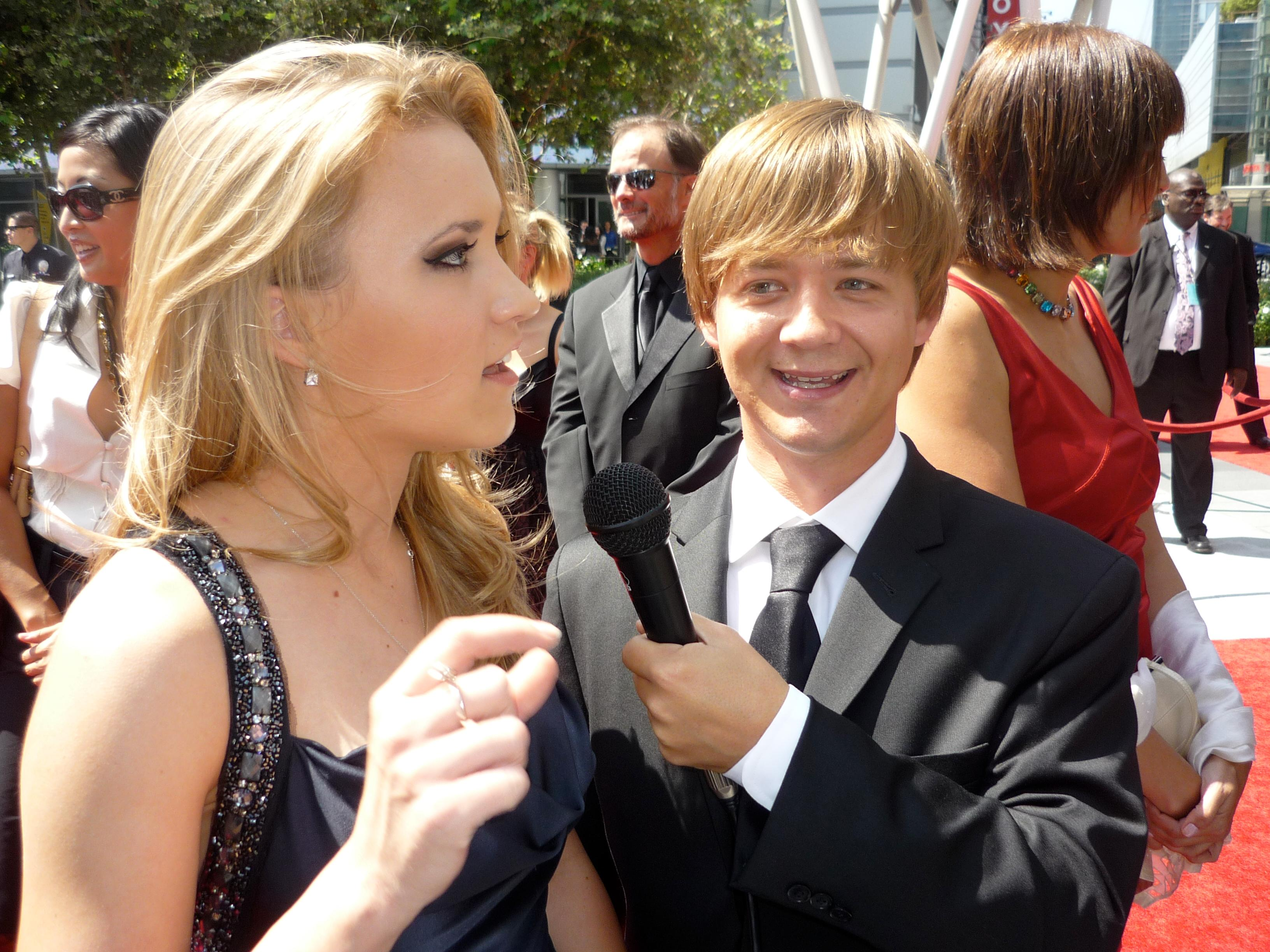
Emily Osment e Jason Earles

## Tour
- Hannah Montana: Live in London
- Best of Both Worlds Tour

## Videogiochi
- Hannah Montana: Spotlight World Tour
- Hannah Montana: Music Jam
- Hannah Montana: Pop Star Exclusive
- Hannah Montana DS
- Dance Dance Revolution Disney Channel Edition
- Disney Sing It
- Disney Sing It: Pop Hits
- Disney Sing It: Party Hits (download di un brano per la sola versione PS3)
- Hannah Montana: The Movie
- Hannah Montana - My Life